# Lough Money
Lough Money är en sjö i Storbritannien.   Den ligger i distriktet Newry, Mourne and Down och riksdelen Nordirland, i den västra delen av landet, 500 km nordväst om huvudstaden London. Lough Money ligger 29 meter över havet. Arean är 0,16 kvadratkilometer.  Den sträcker sig 1,0 kilometer i nord-sydlig riktning, och 0,3 kilometer i öst-västlig riktning.